# جيسي أثرتون باينوم
جيسي أثرتون باينوم هو محامي وسياسي أمريكي، ولد في 23 مايو 1797 في مقاطعة هاليفاكس في الولايات المتحدة، وتوفي في 23 سبتمبر 1868 في الإسكندرية في الولايات المتحدة. نشط حزبياً في الحزب الديمقراطي. وقد انتخب عضو مجلس نواب كارولينا الشمالية ‏ وانتخب عضو مجلس النواب الأمريكي ‏.